# Треушников, Михаил Иванович
Михаил Иванович Треушников — советский хозяйственный, государственный и политический деятель, Герой Социалистического Труда.

## Биография

Мемориальная доска на доме № 28 по Пролетарской пл. в Городце.

Родился в 1914 году в деревне Рыбное. Член КПСС.
С 1925 года — на хозяйственной, общественной и политической работе. В 1925—1989 гг. — сапожник в артелях «Красный кожевник» в Городце и «Труд» в Балахне, колхозник ковернинского колхоза им. Прамнэка, счетовод колхоза им. Прамнэка, бухгалтер в Ковернинской МТС, главный бухгалтер в МТС в Городце, участник Великой Отечественной войны — капитан интендантской службы, бухгалтер в колхозе «Красный маяк», заместитель заведующего райфо, главный бухгалтер строительного отряда, бухгалтер в колхозе «Красный маяк», председатель колхоза им. Куйбышева Городецкого района Горьковской области. 
Указом Президиума Верховного Совета СССР от 30 апреля 1966 года присвоено звание Героя Социалистического Труда с вручением ордена Ленина и золотой медали «Серп и Молот».
Почётный гражданин Нижегородской области (28.12.1999).
Умер в Городце в 2001 году.

## Награды
- Герой Социалистического Труда (орден Ленина и медаль «Серп и Молот») (30.04.1966)
- Орден Октябрьской революции (08.04.1971)
- Орден Отечественной войны II степени (06.04.1985)
- Орден Трудового Красного Знамени (11.12.1973)
- Орден Дружбы народов (13.03.1981)
- Медаль «За боевые заслуги» (11.06.1945)
- Медаль «За взятие Кенигсберга»
- Медаль «За победу над Германией в Великой Отечественной войне 1941-1945 гг.»
- Медаль «За победу над Японией»
- Три золотые, две серебряные и одна бронзовая медали ВДНХ
- Заслуженный работник сельского хозяйства СССР (22.02.1985)